# Palacio de Eggenberg
El palacio de Eggenberg (en alemán «Schloss Eggenberg») es el más significativo complejo de palacios de estilo gótico de Graz. En buen estado de conservación, sus extensos jardines escénicos, así como las colecciones del "Universalmuseum Joanneum" dentro del palacio y el parque, es uno de los atractivos culturales más valiosos de Austria. En 2010, fue reconocido por su importancia histórica cultural, entrando en el Casco histórico de Graz como Patrimonio Cultural de la Humanidad de la Unesco.
El palacio se encuentra en la capital de Estiria, Graz, en el Distrito de Eggenberg. La esquina norte de los jardines del palacio cuenta con el Jardín Planetario y el Lapidario realizado en piedra romana, así como la entrada del nuevo Museo Arqueológico. La colección numismática, ubicada en las antiguas habitaciones de Balthasar Eggenberger, propietario de una licencia de acuñación imperial y de operaciones en la Tardía Edad Media y la colección de arte medieval hasta principios del período moderno que abarca cinco siglos de historia europea, la «Alte Galerie».

## Historia

### Construcción
A primera vista, el palacio de Eggenberg se presenta como una construcción uniforme del siglo XVII. Sin embargo, gran parte del edificio data de la Edad Media, continuando con la construcción en la era moderna.
Antes de 1460, Balthasar Eggenberg, financiero del emperador Federico III de Alemania, compró la propiedad en el oeste de Graz, convirtiéndola en la noble residencia de modo fijo de la familia. En los años posteriores se construiría la residencia familiar y se expandiría. En 1470, la capilla gótica frente a la plaza fue construida en la torre. Mediante la indulgencia papal del 30 de mayo de 1470, se referiría a ésta como «Capella Beate Marie Virginis Sita In Castro Eckenperg» o sea, la Capilla de la Virgen María en el Castillo de Eggenberg, convirtiéndose así en el núcleo del nuevo palacio construido por el bisnieto de Balthasar, Hans Ulrich von Eggenberg.
Hans Ulrich, el primo más joven del General Ruprecht von Eggenberg, fue un excelente diplomático y estadista que dirigió la política exterior del emperador Fernando II de Habsburgo, mientras que su opositor político y contraparte, el Cardenal Richelieu de Francia, guiaba a Luis XIII durante la Guerra de los Treinta Años. Sería lo que actualmente se conoce como primer ministro, siendo cercano y confidente personal de Fernando II, Hans Ulrich quería tener una casa grandiosa que representara su nuevo estatus y autoridad al ser nombrado como Gubernator (Gobernador) de Austria interior, luego de que el emperador eligiera a Viena como la capital del Sacro Imperio Romano Germánico. En 1625, el príncipe Hans Ulrich von Eggenberg encomendó al arquitecto de la corte, Giovanni Pietro de Pomis, la planificación de su nuevo palacio que estaría inspirado en el Monasterio de El Escorial de España. Como arquitecto, diseñador y medailleur (diseñador y acuñador de medallas), de Pomis, quien era originario de Lodi, cerca de Milán, se convirtió en el artista más importante de la corte en Graz. Incorporando la residencia familiar original de tipo medieval en el nuevo palacio, de Pomis supervisó personalmente la construcción hasta su muerte en 1631. El maestro constructor Laurenz van de Syppe continuó el trabajo en la fortaleza durante dos años más, hasta que el edificio fue terminado finalmente por dos jefes constructores de Pomis, Pietro Valnegro y Antonio Pozzo. El recubrimiento parece que fue concluido en 1635 o 1636. Entre 1641 y 1646, se trabajó en la ornamentación del lugar.
A partir de 1666, Johann Seyfried von Eggenberg, nieto de Hans Ulrich, promovió el desarrollo del palacio acorde con el esplendor y la grandeza del estilo barroco, y en 1673, la residencia nuevamente entró en el centro de atención cuando la Archiduquesa Claudia Felicitas del Tirol fue invitada al palacio con ocasión de su boda en Graz con el emperador Leopoldo I de Habsburgo. Bajo el dominio del príncipe Johann von Eggenberg, el techo fue revestido por casi 600 pinturas en las salas de la planta principal, llevándose a cabo en tan solo siete años. Hans Adam Weissenkircher comenzó su servicio como pintor de la corte de Eggenberg en 1678, concluyendo la pintura del salón principal de fiesta, famoso por el Cuarto Planetario, entre 1684 y 1685, y con ello se completó la primera fase de ornamentación del palacio de Eggenberg.

### Esquematización
La nueva residencia de Hans Ulrich von Eggenberg se planeó según el diseño mental de un concepto arquitectónico profundamente influenciado por las ideas humanistas de la magia como praxis de la filosofía de la naturaleza y del orden racional del mundo. Por encima de todo, la astronomía, la astrología y la alquimia son componentes importantes de la educación de un príncipe terrenal. Además de representar el nuevo rango del príncipe, todos estos aspectos fluyeron en la visión del nuevo edificio como un símbolo del cosmos, como un sistema jerárquico bien organizado, lógico-matemático explicable.
El Schloss Eggenberg se basa en el calendario gregoriano como base para este universo construido. El palacio cuenta con 365 ventanas al exterior, una para cada día del año. De éstas, 52 se encuentran en las 24 habitaciones de la planta principal representando las semanas de un año. La segunda planta contiene 24 cuartos dispuestos en forma de anillo que simbolizan las horas en un solo día. Cada planta del edificio descubre exactamente 31 habitaciones contando el número máximo de días en un mes calendario. Las 52 ventanas de la planta principal, con las 8 ventanas de la Habitación Planetaria, hacen un total de 60, lo que representa tanto el número de segundos en un minuto y los minutos en una hora.
El palacio se construyó sobre una planta rectangular con el centro geométrico formado por la torre central con su capilla gótica. En cada esquina hay una torre saliente. Cada una de estas torres en la esquina representan a una de las cuatro estaciones y la esquina exterior de cada una está dirigido exactamente hacia un punto cardinal.

### Habitación Planetaria

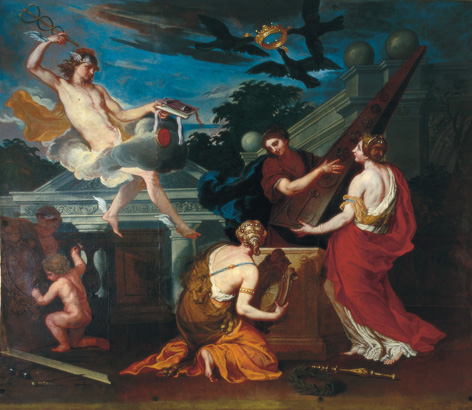
Mercurio en el Planetensaal.

El ciclo de 24 habitaciones culmina en el salón principal de fiestas, la «Habitación Planetaria» (en alemán Planetensaal), sirviendo además como inicio y fin de las habitaciones. Las pinturas al óleo de la sala fueron creadas por Hans Adam Weissenkircher y exhiben a los cuatro elementos, los doce signos del zodíaco occidental y, por supuesto, los siete planetas "clásicos" (estrellas errantes) conocidos desde la Antigüedad. Las pinturas de Weissenkircher combinan la arquitectura con la ornamentación del palacio, para emular una "Edad Dorada" siendo regida por la Casa Eggenberg.

### Salón principal
El salón principal o piano nobile contiene alrededor de 600 pinturas de techo en las veinticuatro salas del mismo, recordando la historia del mundo con escenas tanto de la mitología griega como de la romana, escenas del Antiguo Testamento y leyendas históricas de Europa occidental. El techo posee un marco de estuco que se remonta, como su primera época, al siglo XVII.
Por el matrimonio Eggenberg-Herberstein, las 24 habitaciones del piano nobile fueron reformadas acordes a la estética rococó de mediados del siglo XVIII. Además se adquirieron nuevos muebles, lámparas y apliques, y estufas faïence de alta calidad, además se colocó en la mayoría de las habitaciones revestimientos de seda en las paredes color damasco, blanco y negro. Cinco habitaciones del norte se encuentran provistas de grandes lienzos pintados, además se incorporaron tres gabinetes de Asia oriental a las mismas. El artista proveniente de Estiria, Johann Anton Baptist Raunacher, le dedicó a cada habitación un tema distinto, como juegos de pastores, escenas teatrales y escenas de juego junto con escenas de la sociedad y de caza en Schloss Eggenberg. También fue durante esa época que el Castillo Eggenberg fue convertido al estilo barroco.

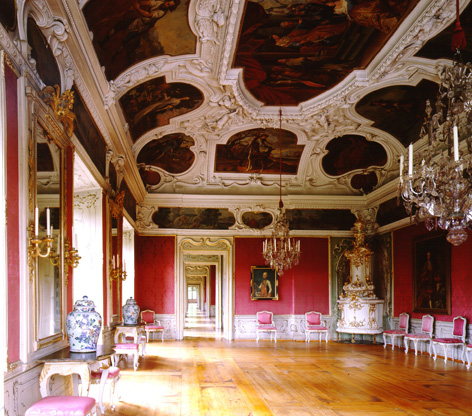
Palacio de Eggenberg, Piano Nobile
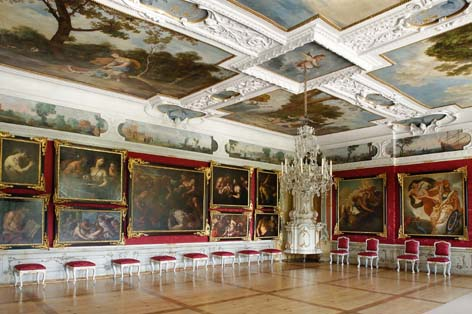
Palacio de Eggenberg, Galería
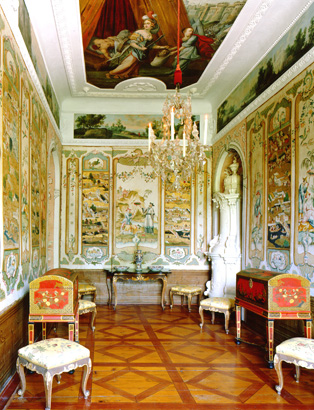
Palacio de Eggenberg, Salón de juegos decorado por Raunacher
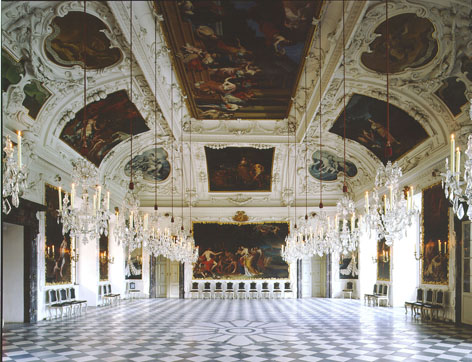
Palacio de Eggenberg, Habitación Planetaria

### Jardines

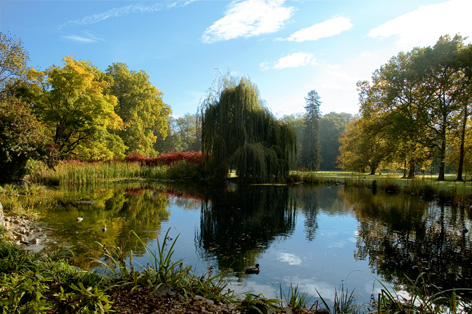
Estilo inglés en el Jardín Eggenberg.

Los diferentes propietarios han tratado al palacio como a los jardines como un todo, por tanto, cada generación ha llevado a cabo significativas alteraciones.
La mayor expansión de los jardines se produjo durante la culminación del castillo, durante el último tercio del siglo XVII, cuando fue extendido generosamente. Siguiendo los modelos de los jardines italianos estrictamente subdivididos con paterres, zonas de bosque, fuentes y jardines, además de un aviario y pajareras de faisán.
Johann Leopold, el Conde de Herberstein, permitió que todo el jardín fuera reformado al estilo francés. Ya para la década de 1770, el Jardín Eggenberg era una atracción abierta al público de Graz.
Con la llegada de la Ilustración y la liberalización de las ideas bajo el emperador del Sacro Imperio Romano Germánico, José II de Habsburgo, para fines del siglo XVIII se comenzó a pensar que los jardines barrocos eran feos, siendo constreñidos por normas muy estrictas. Jérôme Conde de Herberstein, siendo un fanático de los jardines, apoyó esta perspectiva y en 1802 transformó el estilo del jardín al estilo inglés. Laberintos, senderos rectos, fuentes y patrones jerárquicos, todos debieron ceder ante el llamado del "regreso a la naturaleza" de Jean Jacques Rousseau. Además la entrada recta fue preservada, para crear una visión artificial con nuevos y sinuosos senderos y proveer la ilusión de encontrarse dentro de una pintura paisajista de cuentos arcádicos como los de Claudio de Lorena cuyas obras inspiraron los gustos de Stourhead House así como de muchos otros. El recientemente restaurado «Montículo de la Rosa» formó parte del clímax del paisaje en el siglo XIX.
El siglo XX trajo una disminución del interés por los jardines del palacio y por el parque del Castillo Eggenberg, por lo que no se empleaban jardineros. Esto tuvo desafortunadas consecuencias hacia los elementos individuales del jardín, convirtiéndose en un parque más de la ciudad.

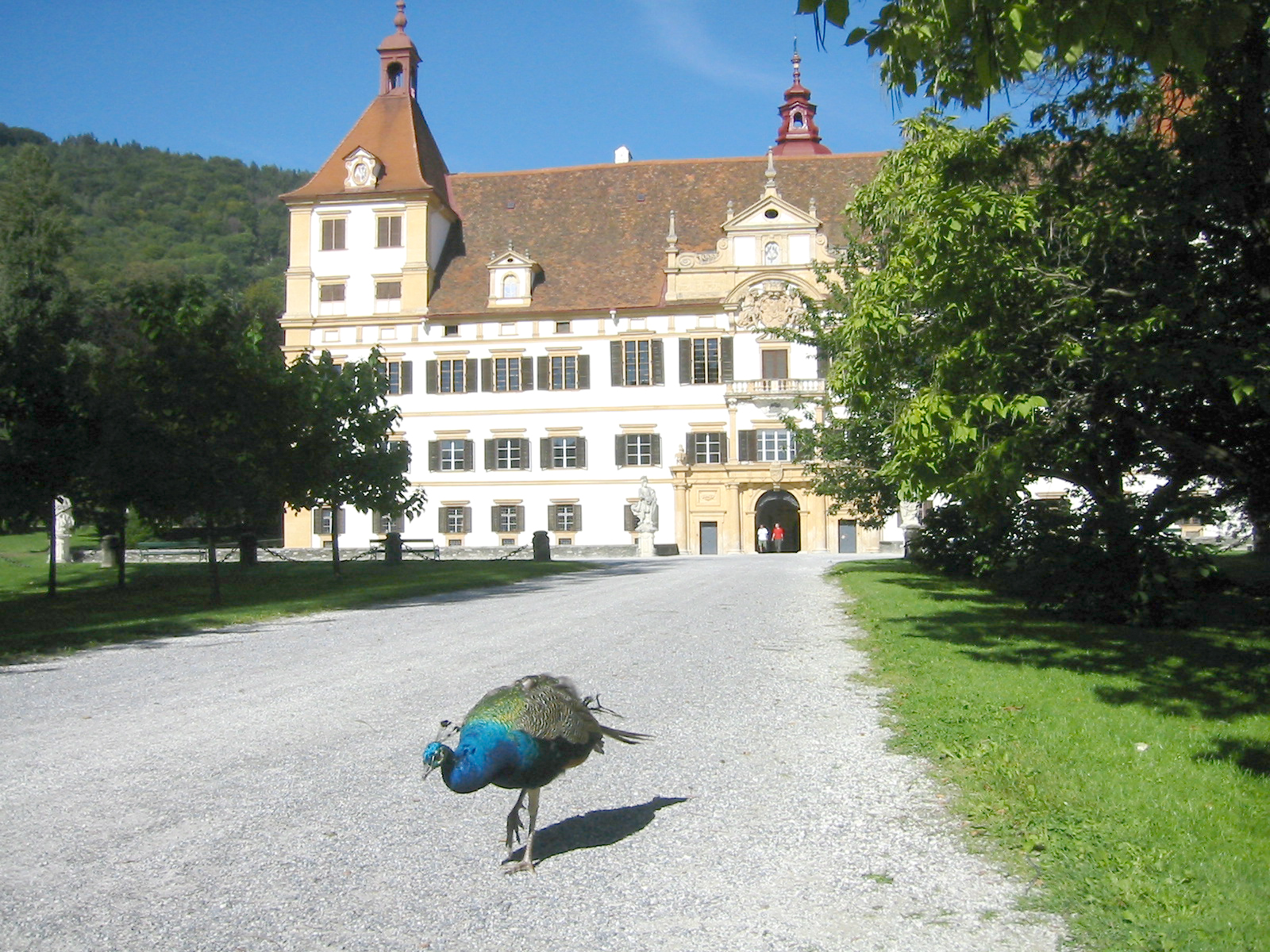
Pavo real en el palacio de Eggenberg.

En 1993 en cooperación con la Oficina Austríaca Federal de Gestión del Patrimonio Cultural (Bundesdenkmalamt), un proyecto de reparación del jardín se inició para conservar y reconstruir los jardines como un monumento cultural del Romanticismo. Los elementos todavía existentes debían ser reconocibles y protegidos, así como también que los elementos que se hubieran perdidos fuesen reconstruidos en la medida de lo posible. Las fases que se han completado de este proyecto son la reconstrucción del «1848 Jardín de Desayuno» detrás del palacio, recuperándolo y restaurándolo, producido durante los meses de invierno de los años 2007 y 2008, del «Montículo de la Rosa», uno de los componentes más importantes del jardín del Romanticismo en el jardín del tipo inglés.
Además, los pavos reales del «Jardín de Pavos Reales de Graz», anteriormente situado entre el centro urbano y el parque citadino, fueron alojados en el Castillo Eggenberg. Las especies son diversas, encontrándose el pavo real blanco y siendo el más común el de color azul de la India. Durante la temporada de apareamiento, el graznido estridente de los machos, así como su plumaje exótico añade un toque de esplendor al parque en su intento por atraer hembras más grandes pero menos coloridas.

### Jardín Planetario

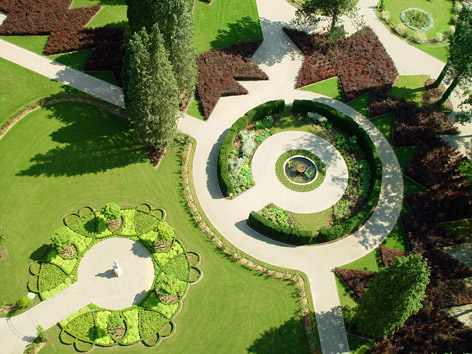
Vista aérea del Jardín Planetario.

En la parte norte de los terrenos, un jardín independiente y adjunto ha pasado por diversas transformaciones y usos a lo largo de la historia del palacio, siendo finalmente perceptible tan solo por la estructura espacial.
Debido a la inexistencia de registros que sobrevivieran, un nuevo diseño para el florido jardín fue decidido en el año 2000, surgiendo un nuevo jardín a partir de la vieja idea. El paisajista Helga Tornquist se basó en el esquema de Eggenberg e incorporó la creación de un jardín contemporáneo. Esta recuperación juega con el antiguo sistema planetario, que es de vital importancia en el Schloss Eggenberg. El Lapidario se ha establecido bajo la base del antiguo invernadero como un punto de interés, proporcionando un entorno adecuado para la Colección de Mampostería Romana del Joanneum.
El Schloss Eggenberg ingresó al siglo XXI con la apertura de una sala de exposiciones subterránea nueva, pegada al Lapidario para albergar las colecciones arqueológicas de la Pre y Protohistoria del Joanneum en el año 2009, estando lista para la celebración del bicentenario del Joanneum en 2011.